# Acacia crassiuscula
Acacia crassiuscula — вид квіткових рослин з родини бобових. Ареал: Австралія (Західна Австралія).

## Середовище й екологія
Росте в маллі-скребі та пустищах на піску, пов'язаному з гранітом у прибережних районах.

## Біоморфологічна характеристика
Цей кущ заввишки до 250 см. Гілочки голі. Темно-зелені філодії мають лінійну форму, яка може бути неглибоко вигнута, 5–10 см × 1–4 мм. Цвіте з липня по жовтень і дає кремово-жовті квітки. Китиці від 1 до 6 см містять 3–8 квіткових голів; кожна куляста голова має діаметр від 5,5 до 6 мм і містить від 13 до 20 квіток. Стручки завдовжки ≈ 10 см і від 4 до 5 мм ушир. Напівблискуче чорне насіння мають довгасту або еліптичну форму та довжину від 4,5 до 4,8 см.

## Загрози й охорона
У регіоні Есперанс, де зустрічається цей вид, приблизно половина його була очищена від місцевої рослинності, а сільськогосподарські продуктивні ландшафти зараз майже повністю очищені. Фітофтора, хвороба відмираючих коренів, змінює стан прибережних пустощів і чагарників. Попри те, що деяка регенерація спостерігалася на територіях, які вперше були заражені більш як 20 років тому, патоген все ще становить загрозу для середовища існування цієї території, а підлісок цих місць існування перебуває в деградованому стані через вплив випасу худоби, тривалу частоту пожеж та інвазію трави з навколишніх сільськогосподарських угідь.
Зустрічається в кількох охоронюваних територіях по всьому ареалу. Найбільше він відомий у національних парках річки Фіцджеральд, мису Арід і мису Ле Гранд. Багато заповідників у біорегіоні Есперанс, особливо в західній частині з більшою кількістю опадів, піддаються втраті біорізноманіття через вплив Phytophthora cinnamomi та незначну інвазію сільськогосподарських бур'янів на піщаних ґрунтах. Більшість заповідників відносно добре управляються.